# Maniitsoq (Kangaatsiaq)
Maniitsoq [maˈniːt͡sɔq] (nach alter Rechtschreibung Manîtsoĸ) ist eine wüst gefallene grönländische Siedlung im Distrikt Kangaatsiaq in der Kommune Qeqertalik.

## Lage
Maniitsoq liegt auf einer kleinen gleichnamigen Insel in der Davisstraße. 14 km nordöstlich befindet sich Attu. Maniitsoq war der südlichste bewohnte Ort Nordgrönlands.

## Geschichte
Über Maniitsoq ist quasi nichts bekannt. Der Wohnplatz wurde vermutlich kurz vor 1900 aufgegeben.